# Christmas Interpretations
Christmas Interpretations — рождественский альбом, выпущенный R&B группой Boyz II Men в 1993 году. Некоторые песни написаны самой группой и коллегой по лейблу — Brian McKnight; другие — кавер-версии традиционных рождественских песен.

## Список композиций
1. «Silent Night (Intro)»
2. «Let It Snow» при участии Brian McKnight
3. «Share Love»
4. «You’re Not Alone»
5. «A Joyous Song»
6. «Why Christmas»
7. «Cold December Nights»
8. «Do They Know»
9. «Who Would Have Thought»
10. «Silent Night»